# Mariano Navarro Rubio
Mariano Navarro Rubio (Burbáguena, province de Teruel, 1913 - Madrid, 2001) était un militaire et homme politique espagnol, qui fut ministre des Finances et gouverneur de la Banque d'Espagne sous la dictature franquiste.
Originaire d’un petit bourg reculé de la campagne aragonaise, il fit des études de droit à Saragosse, où il se familiarisa avec la doctrine sociale catholique et entra en contact avec l’Opus Dei. À l’éclatement de la Guerre civile, il choisit le camp des insurgés, pour ensuite intégrer le Corps juridique militaire, où il monta au grade de général. Quoique d’inclination traditionaliste catholique, il mena une carrière de haut administrateur dans les « syndicats verticaux », pourtant réputés bastion phalangiste, et fut nommé à ce titre membre des Cortes. En 1955, il assuma le poste de sous-secrétaire d’État des Travaux publics.
Face à la situation économique calamiteuse de l’Espagne, entrée virtuellement en cessation de paiements dans un contexte général de forte inflation, de stagnation des investissements, et de faible productivité, Franco avait fini par se persuader de la nécessité d’une réorientation de la gestion économique, y compris de la nécessité de s’affranchir de l’impératif d’autarcie inséparable de l’idéologie phalangiste. Aussi décida-t-il en 1957 de procéder à un remaniement ministériel en faisant appel à une équipe de « technocrates », composée en particulier de Navarro Rubio, chargé du portefeuille des Finances — encore qu’il ne fût ni spécialiste, ni technocrate, mais généraliste, ayant eu un parcours politique dans les structures du parti unique, même si entre-temps il avait fait allégeance aux postulats du libéralisme économique —, d’Ullastres et de López Rodó. Le revirement de la gestion économique se matérialisa sous la forme du dénommé Plan de stabilisation, coulé dans une loi en juin 1959, mais précédé dès 1957 par les mesures dites « préstabilisatrices » prises par Navarro Rubio : réforme fiscale (qui permit d’augmenter les recettes de l’État et de réduire la dette publique), lutte contre les déséquilibres économiques (maîtrise des dépenses publiques, stricte discipline budgétaire), ouverture extérieure (dévaluation de la peseta, stimulation des investissements étrangers, levée de certains freins à l’importation), réforme bancaire (régulation du crédit, nationalisation de la Banque d’Espagne) etc. Cette politique nouvelle donna le signal d’un décollage économique — le dénommé « miracle économique espagnol » des années 1960 —, avec de forts taux de croissance, une économie et une administration modernisées, l’ouverture au commerce international, une corruption jugulée, qui permit au régime de se maintenir au pouvoir, encore que Franco n’y ait pas cru tout d’abord et qu’il n’en ait pas compris le mécanisme. Un nouveau remaniement ministériel en juillet 1962, consacrant la montée en puissance de López Rodó, et impliquant du même coup une relégation relative de Navarro Rubio, porta celui-ci à remettre sa démission, acceptée par Franco mais reportée au prochain remaniement de juillet 1965, à l’occasion duquel il prit enfin la tête de la Banque d’Espagne. Mis en cause dans l’affaire de malversation Matesa, et contraint de démissionner, il occupa encore un poste dans la haute fonction publique, et enseigna à l’université.

## Biographie

### Jeunes années et débuts dans la carrière politique
Fils de Ramona Rubio Mariano et d’Eusebio Navarro, médecin rural, Mariano Navarro Rubio naquit à Burbáguena, bourg de campagne situé sur la route Teruel-Calatayud, dans la province de Teruel. Il acheva ses études secondaires chez les Escolapios de Daroca, petite ville à une quinzaine de kilomètres au nord-ouest de son bourg natal, puis s’inscrivit à la faculté de droit de l’université de Saragosse, où il subit l’influence des professeurs social-catholiques Miguel Sancho Izquierdo et Salvador Minguijón, se familiarisa avec les grands textes de José Castán Tobeñas, et fit connaissance avec Federico de Castro y Bravo.
Son engagement politique remonte aux années de la Deuxième République, lorsqu’au terme de ses études universitaires à Saragosse, il alla passer une saison à Madrid pour y préparer le concours pour le poste d’inspecteur des impôts indirects (inspector del Timbre). Ainsi qu’il le relate dans ses mémoires, Navarro Rubio, favorable dans un premier temps à la cause républicaine, s’en désillusionna bientôt après les incendies de couvents de mai 1931, et surtout après avoir entrevu dans les clubs politiques (tertulias) de la capitale certaines dérives de la « politique de partis »,. De retour au domicile familial à Daroca, avec l’intention de préparer le concours d’accès au notariat, il se rangea politiquement à droite, mais quoique tenté pendant un temps par Acción Popular et par la Phalange, il s’abstint d’adhérer à ces groupements, ni du reste à aucun des groupes de la droite traditionnelle, et choisit de se faire membre d’Action catholique, déployant à ce titre une activité importante,,. D’autre part, durant ses études de droit, il eut Antonio Hernández Gil et Alberto Ullastres pour condisciples, et se lia d’amitié avec ce dernier, par l’entremise de qui il entra en contact avec l’Opus Dei.
Surpris par la Guerre civile à Daroca, il s’engagea dans le camp nationaliste, obtint le grade de « capitaine provisoire » après une formation à l’Académie des officiers, et se trouva pendant le conflit à la tête du 1er tambor (=bataillon) de Réguliers d’Alhucemas,,. Dans l'après-guerre civile, il alla rejoindre le Corps juridique militaire, où il monta au rang de général et exerça comme professeur à l’Académie du corps juridique.
Son entrée véritable en politique eut lieu par l’intermédiaire des syndicats verticaux agraires, où il se hissa au poste de secrétaire technique syndical et devint tour à tour directeur de l’École syndicale et du Centre d’études syndicales. Il avoue dans ses mémoires qu’il « n’avait jamais songé, pas même de loin » à s’intégrer dans l’Organisation nationale des Syndicats, « le plus solide bastion de la Phalange », mais justifie sa décision d’entamer une carrière professionnelle dans ladite institution par la nécessité où il se trouvait, du fait de la « naissance de nouveaux enfants », de « chercher de nouveaux appointements » propres à compléter les émoluments qu’il percevait alors comme capitaine auditeur. Il arriva à combiner sa mission nouvelle avec l’exercice de plusieurs autres fonctions à responsabilité dans l’organigramme de l’organisation syndicale. Il travailla aussi comme conseiller juridique (letrado) du Conseil d’État, comme conseiller-délégué de la Banco Popular Español, et comme vice-président de l’Institut d’études agro-sociales, dont il fonda le périodique et qu’il dirigea à partir de 1952. En 1955, il assuma le poste de sous-secrétaire des Travaux publics, et en cette qualité créa le Centre d’études hydrographiques et le Cabinet technique de la Direction générale des routes.

### Ministre des Finances (1957-1965)

#### Contexte politique et économique
La volonté du gouvernement espagnol de reconstruire l’économie espagnole au lendemain de la Guerre civile avait conduit l’État, sous l’effet d’un optimisme excessif, à injecter dans le système une quantité de moyens financiers très supérieure à l’accroissement de la capacité de production, de sorte que, selon le schéma classique d’émission de dette publique contractée auprès du secteur bancaire et garantie ensuite par la Banque d’Espagne, était mis en marche un puissant processus inflationniste, sous l’effet duquel l’indice des prix officiel augmenta de quelque 50 pour cent entre 1953 et 1957.
La poursuite prolongée d’une pareille politique économique s’explique par le cadre idéologique dominant de ces années, qui était fortement imprégné d’un esprit interventionniste et autarcique, en accord avec lequel l’on s’évertua dans un premier stade à combattre l’inflation galopante par l’imposition d’une stabilité factice des prix, obtenue à force de toutes sortes de réglementations et de contrôles. Face à l’efficacité nulle d’une telle politique, qui eut pour seul effet l’éclosion d’un marché noir généralisé, le gouvernement s’employa dans un deuxième temps à pallier la rapide paupérisation de larges couches de la société espagnole en relâchant la rigide politique salariale en vigueur jusque-là. Cependant, les hausses de salaire décrétées par le ministre du Travail phalangiste Girón de Velasco, qui se situaient entre 40 et 60 pour cent, provoquèrent une forte hausse des coûts du travail.
À son corps défendant, contraint par l’urgente nécessité de redresser une calamiteuse situation économique, dont il n’avait pas reconnu la gravité, Franco dut finalement, à la fin de la décennie 1950, se résoudre à faire appel à un autre type de ministre des Finances. L’inflation incontrôlable, le dérapage des dépenses publiques et l’état déplorable de la balance commerciale (avec un taux de couverture de 66 % seulement des importations par les exportations), requéraient une intervention énergique dans le domaine économique. La concomitance de plusieurs problèmes sur les plans politique et économique devaient conseiller à Franco un changement de gouvernement qui, après coup — quand même Franco ne soupçonnait pas le bouleversement qui allait se produire lorsqu’il déclencha la crise gouvernementale de 1957, ni que les résultats iraient à l’encontre de ses positions idéologiques —, se révéla être déterminant pour la survie du régime franquiste, attendu que la nouvelle politique non seulement réussit à stabiliser la situation économique, mais encore contribua à améliorer sensiblement le niveau de vie des Espagnols. Sur le plan politique, les efforts de la Phalange à consolider sa position prééminente au sein du régime, notamment au moyen d'un projet de réforme constitutionnelle porté par le secrétaire général José Luis Arrese en 1956, firent se cabrer monarchistes, traditionalistes et catholiques, ajoutant un surcroît de tension à une situation déjà rendue épineuse par la croissante agitation menée dans la rue par les ouvriers et les étudiants d’université.

#### Remaniement ministériel de 1957
Comme « il ne fait pas de doute que l’on n’avait pas un degré de formation économique suffisant », ainsi que Navarro Rubio l’exprimera dans un article, Franco décida de procéder à un remaniement de son gouvernement, destiné surtout il est vrai à neutraliser politiquement la Phalange. Ainsi Arrese fut-il remplacé au secrétariat général du Mouvement par José Solís Ruiz, phalangiste plus accommodant ; et la « vieille chemise » (membre phalangiste de la première heure) Girón de Velasco fut-elle supplantée à la tête du ministère du Travail par Fermín Sanz-Orrio, certes vétéran lui aussi, mais manipulable. Jesús Rubio, peu problématique, fut maintenu au ministère de l’Éducation, tandis qu’Arrese se voyait assigner un département du Logement, lui permettant de satisfaire aux préoccupations sociales constitutives de l’orthodoxie idéologique de la Phalange,, encore que Navarro Rubio y ait perçu une menace pour la politique économique qu’il se proposait de développer.
Dans le recrutement de Navarro Rubio, et des « technocrates » de façon générale, dans le nouveau gouvernement, c'est le facteur hasard qui joua un rôle déterminant, ainsi que la faveur dont ils tous jouissaient auprès du sous-secrétaire à la Présidence Carrero Blanco, autant sinon plus que leur appartenance à l’Opus Dei, au contraire d’une thèse répandue postulant l’existence de quelque plan concerté. La nouvelle équipe gouvernementale présentait une diversité de profils plus accusée encore que les précédentes, et l’élément technocratique y demeurait globalement tout à fait minoritaire,. Les militaires p. ex. continuaient de former une part fort importante du cabinet ministériel, dans la même proportion qu’auparavant (près de 50 %). Cela vaut également pour les ministres civils et leur niveau d’études, ces ministres étant tous des licenciés universitaires, où prédominaient les juristes, à raison de 60 %, à peu près à l’égal du gouvernement précédent ; la proportion de hauts fonctionnaires se situait aux alentours de 50 %. Cinq des nouveaux ministres avaient exercé la charge de gouverneur civil. Quinze parmi eux, dont Navarro Rubio, avaient la qualité de procureur siégeant aux Cortes, soit un taux de près de 80 %, indicatif du haut degré de politisation de ce gouvernement, et incompatible avec l’idée que ce nouvel exécutif ait été « technocratique ». D’autre part, si la quasi-totalité des ministres avait poursuivi une bonne part de leur carrière politique dans les structures du parti FET y de las JONS, ce constat est plutôt à interpréter, compte tenu que le « gouvernement des technocrates » marque un avant et un après en ce qui touche à l’influence des phalangistes dans le régime, comme le « chant du cygne » du Mouvement en tant que pépinière des élites franquistes. Enfin, le poids des spécialistes tourne lui aussi autour des 50 %, comprenant le technocrate Alberto Ullastres, professeur d’économie et de finances publiques, et les militaires Felipe José Abárzuza, Eduardo Barroso, Pedro Gual Villalbí, José Rodríguez Díaz de Lecea, ancien pilote et chef de la direction générale de l’Aéronautique, l’ingénieur agronome Cirilo Cánovas, nommé en 1952 directeur général de l’Agriculture, et Fernando Castiella, aux Affaires étrangères, professeur de droit international doté d’une expérience comme ambassadeur.

#### Nomination de Navarro Rubio aux Finances
Lorsque l’on veut mesurer la portée qu’eut la spécialisation technique dans la composition de ce nouveau gouvernement, passé à l’histoire comme celui qui accueillit en son sein les dénommés « technocrates », il convient de prendre en considération que l’un de ceux-ci, le ministre des Finances Navarro Rubio, ne peut être qualifié ni de technicien, ni de spécialiste. Sa trajectoire nettement politique s’était construite, d’abord, par la circonstance qu’il avait pris part à la Guerre civile dès le début du conflit, comme volontaire dans les rangs des insurgés, décision qui lui valut ensuite de gravir les échelons dans l’armée jusqu’au grade de capitaine (notamment pour avoir été blessé par trois fois), et par sa subséquente entrée dans le Corps juridique de l’armée. Son passage par l'organisation syndicale, à en croire le récit de Navarro Rubio dans ses mémoires, l’aurait pourvu d’une compétence particulière en matière financière, propre à l’accréditer comme spécialiste, l’intéressé caractérisant en effet ses fonctions de vice-secrétaire général de l’Organisation administrative syndicale par la formule de « ministre des Finances dans les syndicats », vu que sa mission à ce poste aurait consisté à gérer les budgets de la centrale syndicale. Toutefois, la preuve définitive de ce que Navarro Rubio était en réalité un généraliste réside dans le jugement prononcé par lui-même, quoique plusieurs décennies plus tard, à propos de sa nomination comme titulaire du Trésor, quand il déclara ne toujours pas comprendre les raisons que pouvait avoir eues Franco de lui confier un département « complètement étranger » à ses « connaissances particulières ». Néanmoins, son passage par le gouvernement représente un point d’inflexion en ce qui touche au profil du ministre des Finances, puisque désormais, et jusqu’à la mort de Franco, seuls seront recrutés pour ce poste des personnes méritant effectivement le qualificatif de spécialiste, même si la circonstance que toutes les personnes désignées à la tête du Trésor public étaient de 1951 jusqu’à 1975 procureurs siégeant aux Cortes au moment de leur nomination puisse apparaître en contradiction avec le fait que la voie d’accès à ce poste était dans plus de la moitié des cas l’existence d’antécédents de spécialiste ou d’universitaire.
Plus de la moitié des titulaires des Finances restèrent dans le gouvernement entre 1 et 4 ans seulement ; nonobstant que ce ministère eût au fil du temps acquis un poids certain, les titulaires de la période 1938-1975 furent en moyenne plus vulnérables aux remaniements ministériels et aux crises gouvernementales, ce qui semble lié au fait que très peu parmi eux réussirent à conquérir une position d’influence durable au sein de l’élite du régime. L’une des rares exceptions fut justement Navarro Rubio, qui sut se maintenir au gouvernement pendant plus de sept ans et ne sera dépassé sous ce rapport que par Joaquín Benjumea Burín. L’ascendant de Navarro Rubio découlait en grande partie de sa forte personnalité, et de ce que sa position favorable à la réforme économique trouva un allié décisif non seulement dans l’épineuse situation économique, mais aussi dans le climat intellectuel qui s’était fait jour dans certains milieux émergents de la dictature à cette date.

#### Nouvelle politique économique
Navarro Rubio, homme politique généraliste d’extraction national-syndicaliste, figure paradoxalement comme l’un des artisans du changement de cap qui fut amorcé dans la politique économique du régime franquiste à la fin de la décennie 1950. Cependant, la concomitance de plusieurs facteurs a pu rendre possible qu’une personnalité ayant un parcours semblable ait pu se vouer sans réserve à un réaménagement du système économique, en dépit des réticences tant de Franco que d’importantes factions du régime, et singulièrement de la galaxie FET y de las JONS, où justement Navarro Rubio avait fait toute sa carrière. Le premier de ces facteurs favorisants était la grave situation où se trouvait l’économie espagnole, qui connut son expression la plus dramatique en juillet 1959, lorsque l’Espagne entra virtuellement en cessation de paiements dans un contexte général marqué par une forte inflation, une stagnation des investissements, et une faible productivité. C’est du reste à ce moment critique que Franco finit par se persuader de la nécessité d’une réorientation dans la gestion économique, y compris de la nécessité de s’affranchir de l’impératif d’autarcie. Ce revirement se matérialisera sous la forme du dénommé Plan de stabilisation, qui clôtura ce qu’il est d’usage en Espagne d’appeler la « décennie charnière » (decenio bisagra) (1951-1959), période marquée par la réhabilitation internationale de l’Espagne, et se traduisant en particulier par la signature en 1953 des Accords de Madrid, ensemble de trois accords aux termes desquels les États-Unis fournissaient à l’Espagne une assistance militaire et économique au cours des dix années suivantes, en contrepartie de l’implantation par l’armée américaine de bases militaires sur le sol espagnol,.
Le gouvernement des technocrates joua en outre un rôle important dans l’évolution interne de la dictature franquiste, son avènement entérinant en effet la fin de la dénommée « époque bleue » (où prédominaient les chemises bleues, c’est-à-dire la Phalange) et ayant amorcé la libéralisation du marché espagnol ainsi que son ouverture au monde, ce qui représenta un point d’inflexion du point de vue politique autant qu’économique.
L’entrée de Navarro Rubio au gouvernement était semble-t-il un choix de Franco lui-même, certes par le truchement de Carrero Blanco, et avec le parrainage de Cavestany et aussi d’une personnalité aussi éloignée de l’Opus Dei que le phalangiste « de la première heure » Arrese Magra, alors ministre-secrétaire général du Mouvement,. Quant à Ullastres, son nom avait été suggéré par Navarro Rubio à Arrese, qui à son tour le communiqua à Carrero Blanco. Cependant, à cette occasion également, c’est au Caudillo et au sous-secrétaire à la Présidence qu’il revenait d’avoir le dernier mot. Du reste, davantage qu’avec une stratégie collective et concertée pour s’emparer des plus hautes positions dans la structure de pouvoir de la dictature, l’irruption dans le cabinet ministériel des « technocrates » de l’Opus Dei est à mettre en rapport avec le fait qu’en 1957, face à la profonde crise que traversait alors le régime, Franco et Carrero recherchaient « du sang neuf et des idées fraîches », des « hommes nouveaux », qui néanmoins « devaient être issu du Mouvement, être catholiques, accepter l’idée d’un retour à la monarchie comme issue finale, et être, du point de vue franquiste, apolitiques. López Rodó, Navarro Rubio et Ullastres se recoupaient avec cette idée ». Il est admissible que Navarro Rubio, de par son appartenance à l’Opus Dei, n’était pas étranger à certaine pensée techno-bureaucratique, à preuve que son coreligionnaire López Rodó était singulièrement réceptif à ce type d’idées, selon la prémisse que l’efficacité de la gestion technique pouvait agir comme vecteur capable de potentialiser l’idéologie traditionaliste,.
Le troisième facteur ayant contribué à permettre le revirement de la politique économique dans le sens d’une libéralisation est l’arrivée dans les strates supérieures de l’administration espagnole d’une génération d’économistes caractérisée non seulement par leur jeunesse, mais aussi et surtout par leur formation plus poussée dans les matières économiques ; c’est en effet à partir de 1951 qu’avaient été recrutés dans les ministères des Finances et du Commerce les premiers diplômés de la faculté des Sciences politiques, économiques et commerciales de Madrid, centre dont le corps enseignant s’écartait de la doctrine officielle en mettant en avant le rôle central du marché pour une assignation correcte des ressources, en dénonçant le protectionnisme intégral et en soulignant les risques inhérents à une politique peu soucieuse de l’inflation.
Également décisive était la nomination en novembre 1956 à la tête du service d’études de la Banque d'Espagne de Juan Sardá, qui deviendra l’architecte du Plan de stabilisation. Sardá acquit un considérable ascendant sur Navarro Rubio, qui fit siens tous ses postulats, ce qui contribua à rendre possible la réforme économique menée à la fin des années 1950,. Sardá était non seulement titulaire d’une chaire d’économie politique, après une formation à l’étranger (à Munich et Londres), mais encore entra à la Banque d’Espagne après quelques années passées à Caracas (de 1951 à 1955), où il avait cumulé le professorat universitaire et une fonction de consultant auprès de la Banque centrale du Venezuela, fonction dans le cadre de laquelle il avait été amené à entretenir de multiples contacts internationaux, puisqu’il était chargé de se concerter avec les représentants de la Banque mondiale et du Fonds monétaire international (FMI) en visite dans ce pays.

#### Navarro Rubio aux Finances: mesures «préstabilisatrices»
Ullastres, au titre de ministre du Commerce, et Navarro Rubio aux Finances, avec à leurs côtés Juan Sardá, à la tête du Service des études de la Banque d'Espagne, mirent en marche le Plan de stabilisation de 1959 et la Réforme fiscale de 1964, qui, associés aux Plans de développement, mirent un terme à la période d’autarcie et permirent l’ouverture de l’économie espagnole vers l’extérieur. Leur équipe se composait de professionnels et de personnes de confiance telles que Juan Antonio Ortiz, Juan José Espinosa San Martín, Luis Coronel de Palma, et une génération d’économistes plus jeunes que leurs propres collaborateurs. López Rodó, Navarro Rubio et Ullastres travaillèrent en équipe, certes non sans quelques frictions, vu qu’il n’y avait pas d’uniformité de point de vue entre eux. (À titre d’exemple, Ullastres — non plus que Franco, qui niait que la peseta fût surévaluée — n’était pas favorable à une dévaluation de la peseta, tandis que Navarro Rubio travaillait à convaincre le chef de l’État que la réalité économique imposait un réajustement de la monnaie, pour la mettre en adéquation avec les marchés internationaux. Franco comme Ullastres estimaient que Navarro Rubio allait trop vite en besogne et ne voulaient pas mettre un terme abrupt à la politique autarcique.)
La nouvelle politique économique était axée sur quatre idées-force, à savoir :
- la préoccupation au sujet de l’extrême isolement international de l’Espagne, conséquence des politiques protectionnistes mises en œuvre dès l’orée de la Restauration, mais exacerbées encore par la suite sous l’effet de l’ostracisme imposé à l’Espagne par les vainqueurs de la Seconde Guerre mondiale, et surtout au sujet du haut degré d’interventionnisme d’État et de corruption dans l’économie espagnole pendant la première période franquiste ;
- le rejet, par la première génération d’économistes enrôlés dans l’administration espagnole au début de la décennie 1950, de l’idée selon laquelle l’inflation serait synonyme de développement économique, idée que caressaient fort certaines factions du régime, y compris Franco lui-même ; les nouveaux économistes au contraire estimaient nécessaire l’adoption de politiques monétaires et budgétaires propres à garantir la stabilité des prix et du taux de change ;
- la libéralisation du taux de change, de telle sorte que celui-ci ne soit pas maintenu stable de façon artificielle, ainsi que cela fut le cas dans la décennie 1940-1950 ;
- libéralisation des marchés, qui auront à fonctionner selon la logique de la concurrence, et non plus du protectionnisme[45].

Le changement de cap de la politique économique fut amorcé en février 1957, date à laquelle, au lendemain de la constitution du nouveau gouvernement, des décisions commencèrent à être prises en matière économique qui allaient dans un sens indéniablement opposé à ce qui avait été suivi jusque-là. Cette mutation allait se refléter notamment dans la politique monétaire en ceci que, pour la première fois depuis plusieurs années, la Banque d'Espagne, ayant récupéré ses prérogatives, s’attela à combattre l’expansion monétaire ; en moyenne, le taux d’intérêt fut rehaussé de 4,25 à 5 pour cent.
Parmi les mesures dites « préstabilisatrices » élaborées après l’entrée de Navarro Rubio au gouvernement, la plus décisive était la réforme fiscale de 1957, qui visait à augmenter suffisamment les recettes fiscales que pour en finir avec les déficits budgétaires et l’émission de dette publique. La réforme du 11 juillet 1964, de portée plus générale, révisa l’impôt sur le revenu et modifia l’imposition indirecte en créant l’« impôt sur le Trafic des entreprises » (préfiguration de la future TVA). Navarro Rubio sut obtenir que le pouvoir franquiste accepte les mesures de libéralisation de l’économie espagnole, qui mirent l’Espagne en situation de négocier son adhésion à la Banque mondiale, au Fonds monétaire international (FMI) et à l’organisation européenne de coopération économique (ancêtre de l’OCDE).

##### Réforme fiscale
La réforme fiscale, formalisée par la loi du 28 décembre 1957, est généralement considérée comme la plus importante des mesures « préstabilisatrices » (les autres étant la hausse du taux d'intérêt, une première tentative de supprimer le système des taux de change différentiels, c'est-à-dire variant en fonction des produits, et le gel de la rémunération des fonctionnaires), c’est-à-dire mises en œuvre dès avant la subséquente et proche politique de stabilisation, et ayant contribué à la rendre possible,,. Le projet se heurta à la résistance initiale de ce que l’on avait coutume d’appeler « le patriarcat du ministère des Finances », mais Navarro Rubio sut bientôt rallier à ses arguments les bureaucrates installés, traditionnellement rétifs à toute modification de la structure fiscale, ralliement dans lequel les raisonnements exposés par Navarro Rubio devant ses directeurs généraux lors de la première des « réunions des samedis » eurent une part significative,.
La réforme prévoyait une structure d’imposition s’appuyant sur trois piliers : l’impôt sur le revenu du Travail personnel, l’impôt sur le revenu du Capital, et l’impôt sur les Sociétés. Les seuils d’exemption fiscale furent rehaussés sur tout l’éventail des assiettes fiscales (pour les petits agriculteurs, les classes travailleuses proprement dites, les travailleurs manuels, les classes passives, les héritages jusqu’à un plafond déterminé), à l’effet que « ne payent pas d’impôts ceux qui n’ont que l’indispensable pour vivre »,,.
Navarro Rubio instaura la dénommée « estimation objective », système par lequel on tentait de fixer avec la plus grande exactitude possible la base imposable des entreprises et des professions sur la foi d’une « évaluation globale » de la richesse apportée à l’économie nationale par chaque secteur. L’adoption de ce procédé fut justifiée par la fraude généralisée, par l’insuffisance des moyens humains et matériels affectés à l’accomplissement des tâches d’inspection fiscale, et par l’absence d’une comptabilité normalisée dans les entreprises. Sociétés et professionnels préféraient finalement se voir imposer sur la base d’une assiette fiscale globale, espérant ainsi éviter le contrôle fiscal individualisé, eu égard à quoi cette méthode pouvait être considérée comme la plus bénéfique pour le Trésor public, qui en escomptait une hausse de la recette fiscale jusqu’à 25 pour cent.
Indépendamment de ses quelques déficiences techniques, la réforme fiscale menée par Navarro Rubio constitua au regard des recettes de l’État une franche réussite, à telle enseigne que la dette émise pour financer les dépenses publiques baissa de 14 600 millions de pesetas en 1957 à 4 700 millions l’année suivante. La mise en application de la nouvelle politique fiscale permit d’identifier 24 119 contribuables, soit 40 pour cent du total.

##### Réduction des dépenses publiques
Navarro Rubio s’employa à discipliner financièrement les organismes para-ministériels tels que l’INI, le Service national des céréales, ou la RENFE. Un délégué du ministère des Finances, « chargé de la mission de discuter le budget avec chaque ministre avant qu’il ne soit présenté », et dont la fonction fut créée et installée dans chacun des différents départements du gouvernement, examinait pour chaque cas particulier la possibilité de résoudre tel ou tel problème de financement par la voie de l’emprunt, en lieu et place de la subvention. Ces mesures de discipline budgétaire furent l’occasion de plusieurs affrontements avec d’autres membres du cabinet, en particulier avec ceux les plus liés au Mouvement et les plus voués au principe autarcique, dont en particulier Arrese, responsable du Logement, et Antonio Barroso, titulaire de la Défense.
Mais paradoxalement, dans la période 1958-1964, et grâce à cette politique, les services économiques du gouvernement purent augmenter le budget de la Défense, ce qui n’était plus arrivé depuis les temps de la Deuxième République. D’autre part, c’est avec le Plan de stabilisation que la part imputée au poste Pensions de retraite et Éducation connut une nette croissance, certes d’une ampleur encore assez éloignée de ce à quoi l’on peut s’attendre de la part d’un État-providence, de même que la part, importante, assignée à cette époque aux dépenses en Logement, évolution en partie déterminée par l’envolée de l’urbanisation que connut alors l’Espagne, à son tour assurément liée au ministère ad hoc spécialement créé pour donner le loisir au phalangistes de mettre en pratique leurs ambitions sociales,.

##### Ouverture extérieure de l’économie espagnole
En plus de la dépréciation de la peseta, les taxes à l’importation furent abolies pour 180 produits stratégiques, représentant ensemble près de la moitié de tous les produits importés. Cependant, les limitations furent maintenues sur les produits moins essentiels. Seuls les secteurs en difficulté demeuraient protégés de la concurrence par les lois protectionnistes datant des débuts du régime. Les procédures furent rendues plus simples et moins restrictives pour les investisseurs étrangers, ce qui fera grimper les investissements étrangers de 12 millions de dollars en 1960 à 82 millions en 1960. Parallèlement, le nombre de touristes étrangers doubla, passant de 3 à 6 millions, pour continuer de croître de manière soutenue par la suite,,.

##### Régulation du secteur financier
En 1962, une réforme bancaire fut réalisée par le biais de la loi du 14 avril 1962 créant les « Bases de l’ordonnancement du crédit et de la banque » (LOCBA), suivie et complétée d'autres normes législatives, parmi lesquelles se signale en particulier le décret-loi du 17 juin de la même année portant « Nationalisation et réorganisation de la Banque d’Espagne », qui tendait à réguler le système financier et à nationaliser ladite banque. Les fondements furent ainsi jetés qui feront de l’institution émettrice le protagoniste de la nouvelle politique monétaire du gouvernement, où l’autorité en matière monétaire était désormais mise aux mains du ministère des Finances, mais où la mise en œuvre de la politique était laissée à la banque centrale.
Ainsi, par rapport à la période entre 1921 et 1946, le cadre normatif mis en place par Navarro Rubio introduisait-il quatre nouveautés principales, :
- D’abord, la nationalisation de la Banque d’Espagne et des Entités officielles de crédit ;
- Deuxièmement, par la LOCBA fut mise en place une structure institutionnelle complexe de régulation financière, où l’autorité dans le secteur se trouvait désormais répartie entre trois acteurs : la Banque d’Espagne (chargée de superviser la banque privée), le nouvel institut de crédit Cajas de Ahorro (littér. Caisses d’épargne''), et l’Institut de crédit à moyen et long terme, fondée comme instance de coordination et de surveillance des institutions de crédit récemment nationalisées, ainsi que de l’activité de prêt à moyen et long terme du secteur bancaire ;
- Troisièmement, la LOCBA poursuivait l’objectif d’accroître la spécialisation dans le secteur bancaire, notamment par l’ouverture de banques industrielles, comme outil au service de l’imminent Plan de développement ;
- Enfin, les bases étaient posées pour façonner un régime dans lequel l’État retrouverait la maîtrise des flux de crédit[62].

En 1958, les ambitions réformistes de Navarro Rubio avaient trouvé une manière d'aval par l’admission de l’Espagne au FMI et à la Banque mondiale le 20 mai. Une réunion de cette dernière tenue à New Delhi en septembre de la même année et à laquelle Navarro Rubio fut tenu d’assister acheva de le convaincre de la nécessité de mener totalement à bien la stabilisation projetée.

#### Plan de stabilisation et résistances aux réformes
Navarro Rubio a relaté dans ses mémoires l’extrême difficulté qu’il eut pour faire accepter son plan par Franco, d’autant que celui-ci était soutenu dans sa fidélité à l’idéal autarcique par des collaborateurs très anciens, tels que Juan Antonio Suanzes, directeur de l’INI. Le Caudillo redoutait les organismes internationaux, auxquels il prêtait des intentions malveillantes, répugnait à la libéralisation des échanges et renâclait à renoncer à l’interventionnisme d’État. De plus, il percevait confusément que la liberté du commerce risquait de rogner son pouvoir. (Cela d’ailleurs n’empêchait pas Navarro Rubio d’éprouver une grande admiration pour le Caudillo : « Il accordait beaucoup d’importance aux idées de second ordre, celles qui font avancer les relations de pouvoir. Dans ce domaine, c’était un authentique génie. Il nous a laissé une leçon que je crois inimitable sur la façon pour un chef d’État d’exercer l’arbitrage politique. »,.
La nouvelle équipe d’économistes dut d’abord s’atteler à faire justice des — selon les termes d’Ángel Viñas — « vieilles notions autarcisantes » toujours en vigueur dans les « plus hauts échelons du pouvoir décisionnel ». On y parvint à travers un processus graduel et lent, impliquant une multitude d’acteurs et que favoriseront les circonstances. Toutefois, le point d’inflexion définitif s’accomplit en trois moments distincts, rapprochés dans le temps : 
- le premier, à la fin de 1958, est l’accord inopiné de plusieurs pays européens au sujet de la convertibilité des monnaies, résultat mis à profit par les secteurs du gouvernement espagnol et de la Banque d'Espagne les plus enclins à l’ouverture internationale pour manifester que les principales institutions économiques d’Espagne (hormis l’INI) s’accordaient sur la nécessité d’avancer vers la dévaluation, la stabilisation et la convertibilité de la peseta[64],[68] ;
- le deuxième moment eut lieu en février 1959, pendant la visite d’une mission du FMI en Espagne dans le cadre des évaluations effectuées annuellement par cette institution dans les États concernés par l’article XIV des statuts du Fonds, autrement dit dans les États qui appliquaient des restrictions aux paiements extérieurs. Navarro Rubio cependant devait alors faire face à un Franco insensible à ses avertissements que l’Espagne irait droit à la banqueroute si des mesures de libéralisation et d’ouverture sur l’extérieur n’étaient pas adoptées ; Franco ne consentit à accéder aux requêtes de Navarro Rubio qu’après que celui-ci eut évoqué de façon répétée un hypothétique scénario où les cartes de rationnement feraient à nouveau leur apparition. Dès obtention de l’accord du Caudillo, une note fut rédigée à l’intention des ministres des Finances, du Commerce et des Affaires extérieures, ainsi que du sous-gouverneur de la Banque d’Espagne, note dans laquelle se trouvait esquissée le « Plan de stabilisation », comportant les principes suivants : taux de change égal applicable aux importations et aux exportations ; libéralisation des importations de matières premières et de pièces détachées ; restriction du crédit bancaire ; élimination de la régulation des prix au moyen de subsides, etc.[69],[65],[70] ;
- le troisième enfin, où Navarro Rubio et Ullastres, venus apporter la version définitive de la réforme au Conseil des ministres le 1er juin 1959, furent confrontés aux soupçons de plusieurs ministres qui servaient de courroie de transmission de certains secteurs du Mouvement, et où ils affrontèrent ces résistances avec détermination. Ce qui toutefois fit pencher la balance en faveur du changement de cap était le constat que les réserves de devises de l’Espagne étaient épuisées[71].

La mise en œuvre du Plan de stabilisation s’accompagna de mesures fiscales (cf. ci-dessus), monétaires (notamment la fixation de plafonds pour l’accroissement du crédit total au secteur privé), de change (notamment la fixation du taux de change à un dollar pour soixante pesetas), relatives au commerce extérieur (en particulier la libéralisation partielle des importations), aux investissements étrangers (en rehaussant à 50 pour cent la participation étrangère dans le capital social d’une entreprise espagnole sans nécessité d’autorisation préalable, et en simplifiant les procédures administratives en ce sens), et de flexibilisation de l’économie espagnole (avec la suppression de certaines interventions de l’État). En contrepartie, l’Espagne bénéficia d’une aide financière internationale destinée à soutenir le Plan,.
Entré en vigueur le 20 juillet 1959, le Plan donna lieu durant la première année à une récession initiale, du fait que les secteurs les moins compétitifs accusèrent une notable contraction de leur activité, avec une concomitante augmentation du chômage, le nombre de sans-emploi faisant un bond estimé à quelque 200 000 personnes. Bientôt cependant, la situation se redressa, avec une évolution spectaculaire de la balance des paiements, qui permit de poursuivre l’œuvre de libéralisation de l’économie sans guère faire usage des aides accordées. Ces changements allaient se manifester dans toute leur ampleur en 1962, quand on enregistra une croissance du PIB de 7 pour cent.
Étonnamment, Franco, semble-t-il convaincu désormais par Navarro Rubio, déclara à Pacón en juillet 1959 qu’il aurait fallu lancer ce plan plus tôt, ajoutant que « les ministres des Finances que j’ai eus ne voyaient pas les choses clairement, c’étaient des techniciens qui ne voulaient pas regarder au-dehors ».

#### Remaniement ministériel de juillet 1962
Le 10 juillet 1962, Franco procéda à un nouveau remaniement gouvernemental, dont sortit renforcée la figure de Laureano López Rodó, nommé à la tête du Commissariat au Plan de développement nouvellement créé. Cet organe, d’inspiration française et dont la mise sur pied avait été recommandée par la Banque mondiale, était appelé à concevoir et à piloter la stratégie économique de l’Espagne à moyen terme, ce qui représentait une indubitable atteinte à la capacité de décision de Navarro Rubio. Celui-ci, très jaloux de ses prérogatives, redoutait que la stabilité budgétaire soit mise à mal, car à ses yeux, la relégation au second plan du ministère des Finances devait à coup sûr favoriser une recrudescence des dépenses publiques jusqu’à des montants insoutenables. Nonobstant qu’il ait allégué des raisons de santé et des motifs économiques, il apparaît très vraisemblable que Navarro Rubio remit sa démission en raison de sa position dégradée dans l’organigramme gouvernemental. Bien que sa démission ait été acceptée aussitôt, Franco le sollicita de rester en fonction jusqu’à ce qu’une solution satisfaisante ait été trouvée, ce qui ne se produira pas avant la prochaine crise de gouvernement, le 7 juillet 1965. L’affectation à laquelle aspirait Navarro Rubio était le poste de gouverneur de la Banque d'Espagne, poste dont Franco rechignait à écarter l’homme âgé qu’était Joaquín Benjumea Burín,,.
En attendant, López Rodó avait accaparé un vaste pouvoir et était arrivé à occuper une place dominante au sein de la Commission déléguée des Affaires économiques, formellement présidée par Franco. En outre, cette instance de décision devint une sorte de « mini-conseil des ministres », et signalait clairement que l’influence exercée par Navarro Rubio avait été seulement temporaire, le véritable centre de gravité du pouvoir gouvernemental résidant en effet, et n’ayant jamais cessé de résider, chez Franco et dans son entourage ; ainsi, en l’espèce, l’ascendant acquis par López Rodó sur l’éminence grise du régime Carrero Blanco dépassait-il désormais celui de Navarro Rubio.
L’ensemble des mesures prises par les technocrates fut à l'origine d'une restructuration économique, qui allait se traduire par le dénommé « miracle économique espagnol » des années 1960, période de croissance économique hors pair en Espagne, fruit d’une ouverture sans précédent, qui attira des investissements de capital étranger et permit le redressement rapide du pays, après une longue période de récession économique consécutive aux politiques autarciques appliquées dans les débuts de la dictature franquiste. Au cours des huit années que Navarro Rubio resta à la tête du ministère des Finances, l’Espagne connut une croissance économique supérieure à celle de ses voisins européens, voire comparable à celle de pays tels que le Japon,.

### Gouverneur de la Banque d’Espagne (1965-1970)

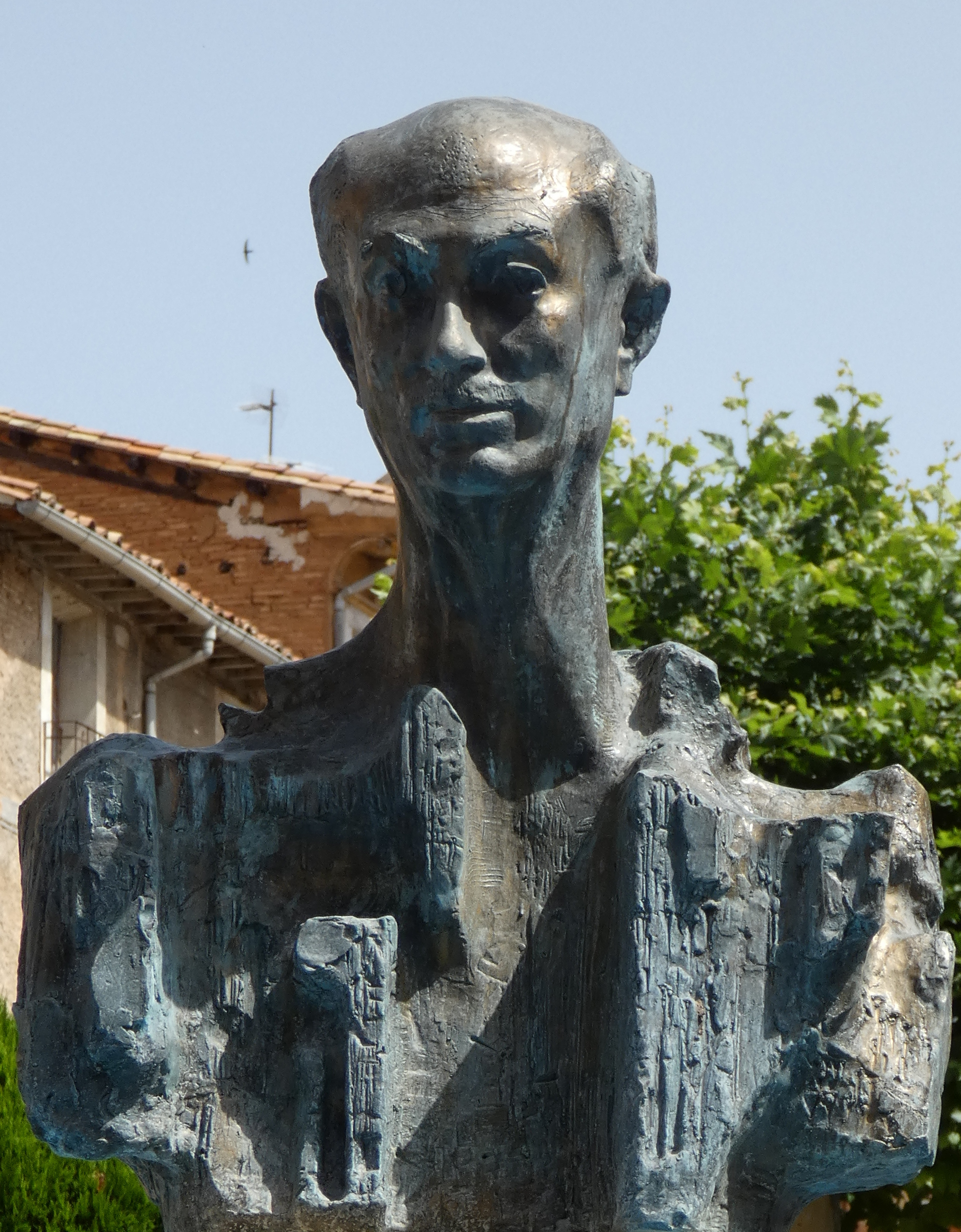
Buste de Mariano Navarro Rubio à Daroca.

En 1965, Navarro Rubio quitta son poste au gouvernement pour être nommé gouverneur de la Banque d'Espagne,. À ce titre, et avec l’aide d’Ángel Madroñero, il réorganisa le Service des études, vers lequel il sut attirer des économistes comme Mariano Rubio, Miguel Boyer et Carlos Solchaga, entre autres. Il occupa parallèlement la présidence de l’Institut de crédit à long et moyen terme (« Instituto de Crédito a Medio y Largo Plazo ») et de l’Institut de crédit des caisses d’épargne (« Instituto de Crédito de las Cajas de Ahorro »). En 1969, il fut admis comme membre à l’Académie royale des sciences morales et politiques.
La même année 1965, il ordonna la mise sous tutelle de la petite institution financière Banco de Siero, fondée par Ramón Rato Rodríguez et accusée de servir de société écran pour l’évasion de devises à destination de la Suisse. La sentence finale consista en une peine d’emprisonnement de trois ans et une amende de 176 millions de pesetas pour Ramón Rato, de 44 milliones de pesetas pour son fils aîné Ramón Rato Figaredo, et de 5 millions de pesetas pour complicité pour Faustino Rato Rodríguez Sampedro, oncle paternel des frères Rato, et pour plusieurs autres dirigeants de la banque.
Navarro Rubio occupa le poste de gouverneur de la Banque d’Espagne jusqu’en 1970. Mis en cause dans l’affaire Matesa (Maquinaria Textil del Norte de España, SA), il passa en jugement, mais fut amnistié en 1971. En attendant, et à l’égal de tous les ministres et hauts fonctionnaires de l’Opus Dei, il dut quitter ses fonctions à la banque d’Espagne, et trouva à s’employer comme directeur du Fonds pour la recherche économique et sociale (« Fondo para la Investigación Económica y Social », acronyme FIES),,,.
Il enseigna et prononça des conférences au Collège universitaire de La Rábida (rattaché à l’université de Séville) et à l’université de Navarre. Il eut un grand rôle dans la promotion de la doctrine sociale catholique et fut attentif à la problématique sociale dans l’entreprise, à laquelle il consacra plusieurs ouvrages et articles. Il est à l’origine de la Fondation Navarro Rubio, dont le siège est à Daroca.

### Vie personnelle
Navarro Rubio était marié avec María Dolores Serres Sena, avec qui il eut onze enfants. L’une de ses filles, María del Carmen, a épousé Alfonso Cabeza, médecin et président de l’Atlético de Madrid au début de la décennie 1980.

## Décorations
- Grand-croix de l’ordre civil du Mérite agricole (1961)[85].
- Grand-croix de l’ordre du Mérite militaire, avec insigne blanc (1961)[86].
- Grand-croix de l’ordre royal et très-distingué de Charles III (1961)[87].
- Grand-croix de l’ordre du Mérite aéronautique, avec insigne blanc (1962)[88].
- Grand-croix de l’ordre d’Alphonse X le Sage (1964)[89].
- Grand-croix de l’ordre royal et militaire de Saint-Herménégilde (1973)[90].